# Вавиловское сельское поселение
Вавиловское се́льское поселе́ние — муниципальное образование в Бакчарском районе Томской области Российской Федерации.
Административный центр — деревня Вавиловка.

## История
Статус и границы сельского поселения установлены Законом Томской области от 9 сентября 2004 года № 194-ОЗ «О наделении статусом муниципального района, сельского поселения и установлении границ муниципальных образований на территории Бакчарского района»

## Население
| 2002 | 2010 | 2012 | 2013 | 2014 | 2015 | 2016 |
| ---- | ---- | ---- | ---- | ---- | ---- | ---- |
| 773  | ↘723 | ↘721 | ↘719 | ↘715 | ↘714 | ↘712 |
| 2017 | 2018 | 2019 | 2020 | 2021 |      |      |
| ↗725 | ↘723 | ↘713 | ↘704 | ↘595 |      |      |

## Состав сельского поселения
| № | Населённый пункт | Тип населённого пункта          | Население |
| - | ---------------- | ------------------------------- | --------- |
| 1 | Вавиловка        | деревня, административный центр | ↘498      |
| 2 | Подольск         | село                            | ↘13       |
| 3 | Сухое            | деревня                         | ↘84       |